# Садове (Лозівська міська громада)
Садо́ве (до 1946 — Регерський) — село в Україні, у Лозівській міській громаді Лозівського району Харківської області. Населення становить 439 осіб. До 2020 орган місцевого самоврядування — Садівська сільська рада.

## Географія
Село Садове знаходиться на правому березі річки Бритай, вище за течією на відстані 2 км розташоване село Іванівка, нижче за течією на відстані 2 км розташоване село Богомолівка, на протилежному березі — села Бритай і Різдвянка. Через село проходить автомобільна дорога Р79.

## Історія
- 1871 — дата заснування.
- 12 червня 2020 року, відповідно до Розпорядження Кабінету Міністрів України  № 725-р «Про визначення адміністративних центрів та затвердження територій територіальних громад Харківської області», увійшло до складу Лозівської міської громади.[1]
- 17 липня 2020 року, в результаті адміністративно-територіальної реформи та ліквідації колишнього Лозівського району (1923—2020), увійшло до складу новоутвореного Лозівського району Харківської області.[2]

## Населення

### Мова
Розподіл населення за рідною мовою за даними перепису 2001 року:
| Мова       | Кількість | Відсоток |
| ---------- | --------- | -------- |
| українська | 419       | 95.44%   |
| російська  | 16        | 3.64%    |
| вірменська | 4         | 0.92%    |
| Усього     | 439       | 100%     |

## Економіка
- «Садове», сільськогосподарське ПП.

## Релігія
- Миколаївський храм.